# 蒂多内谷新堡
蒂多内谷新堡（義大利語：Borgonovo Val Tidone）是意大利皮亚琴察省的一个市镇。总面积51.7平方公里，人口7603人，人口密度147.1人/平方公里（2009年）。ISTAT代码为033006。

## 友好城市
- 法國 丰特奈苏布瓦